# 特拉特洛尔科
特拉特洛尔科（發音：[tɬateˈloːɬko] ⓘ），又称墨西哥-特拉特洛尔科，是一座前哥伦布时期城邦，位于墨西哥谷特斯科科湖北部。特拉特洛尔科人是墨西加人的一支，他们和特诺奇蒂特兰的建立族群在最初的迁徙过程中分道扬镳。特拉特洛尔科曾是特斯科科湖城邦群中重要的商业中心。1473年，特拉特洛尔科被特诺奇蒂特兰的特拉托阿尼阿沙亚卡特尔率军占领，从而臣服于以特城为中心的阿兹特克帝国:65。